# Rêve de seize ans
Pour plus de détails, voir Fiche technique et Distribution.

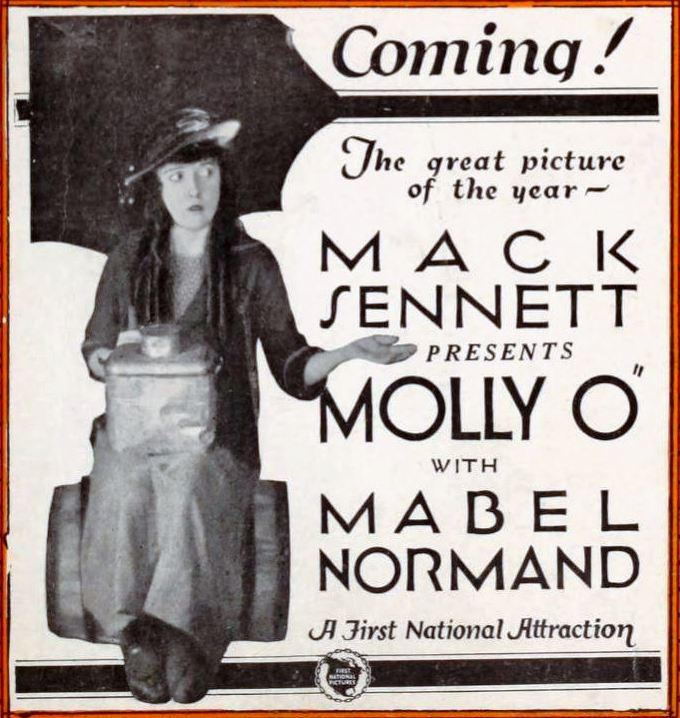
Carte promotionnelle du film

Rêve de seize ans (Molly O') est un film américain réalisé par F. Richard Jones et produit par Mack Sennett, sorti en 1921.
C'est le seul film à être crédité en tant que « Mack Sennett-Mabel Normand Production ». Il était considéré comme perdu, mais une copie a été retrouvée à Moscou dans les années 1990

## Synopsis
Molly O'Dair est une jeune fille de la classe ouvrière, et rêve de se marier avec un beau médecin.

## Fiche technique
- Titre original : Molly O'
- Réalisation : F. Richard Jones
- Producteur : Mack Sennett
- Photographie : Fred Jackman, Homer Scott
- Distributeur : Associated First National Pictures
- Montage : Allen McNeil
- Durée : 80 minutes
- Dates de sortie : 
  - États-Unis : 20 novembre 1921
  - France : 2 février 1923

## Distribution
- Mabel Normand :  Molly O'
- George Nichols : Tim O'Dair
- Anna Dodge :  Mrs. Tim O'Dair
- Albert Hackett : Billy O'Dair
- Eddie Gribbon : Jim Smith
- Jack Mulhall : Dr John S. Bryant
- Lowell Sherman : Fred Manchester
- Jacqueline Logan : Miriam Manchesteer

## Tournage
Le film a été tourné en quatre semaines en mai et juin 1921.

## Galerie

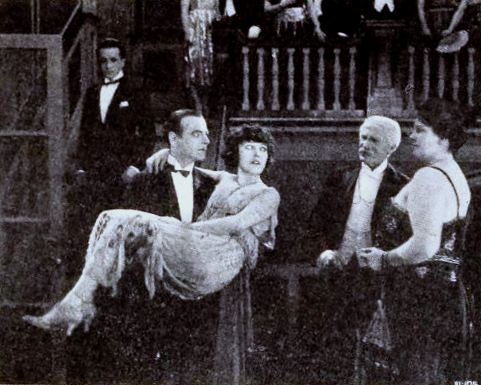
Mabel Normand dans une scène du film
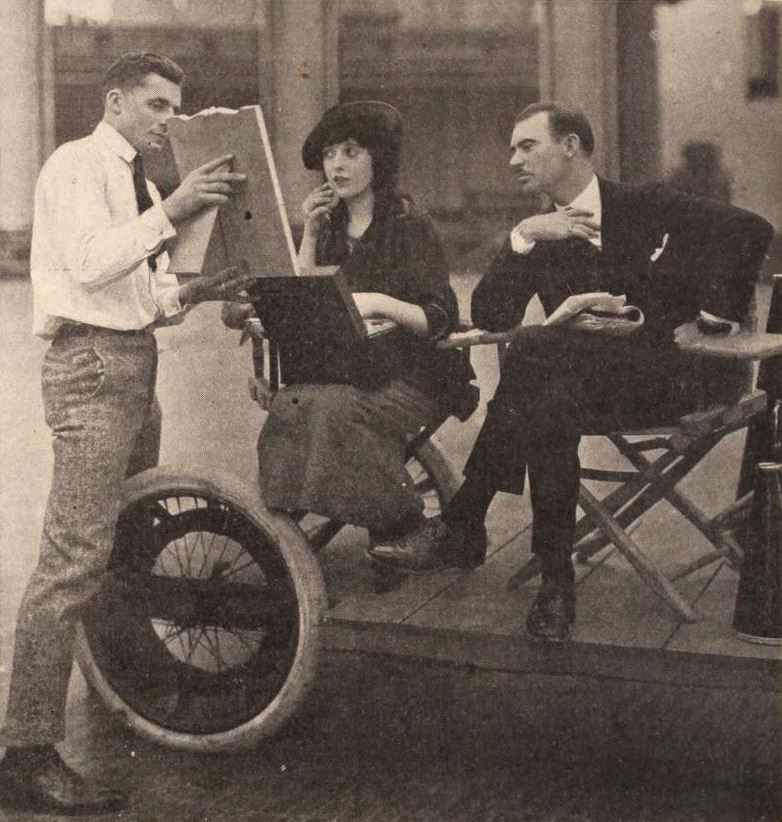
Mabel Normand avec le réalisateur F. Richard Jones
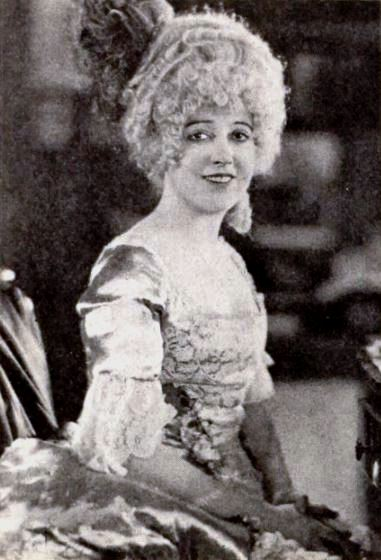
Mabel Normand
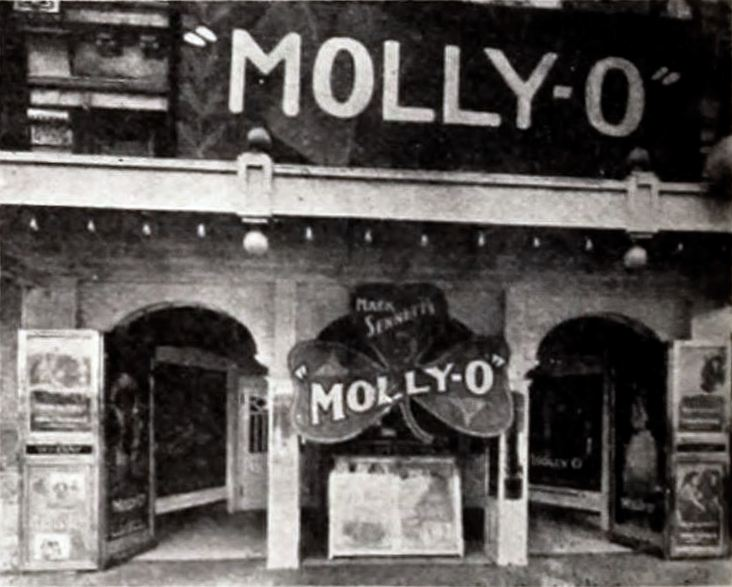
Un cinéma au Texas avec le film à l'affiche